# Geocapromys columbianus
Cuban coney, Cuban Hutia
Espèce
Statut de conservation UICN

EX : Éteint
Synonymes
- Capromys columbianus Chapman, 1892

Geocapromys columbianus est une espèce éteinte[réf. nécessaire], de rongeurs de la famille des Capromyidae.

## Systématique
L'espèce Geocapromys columbianus a été décrite pour la première fois en 1892 par le zoologiste américain Frank Michler Chapman (1864-1945) sous le protonyme Capromys columbianus.
Néanmoins, BioLib attribue sa déclaration, en tant que Cuban Hutia, à J. Fischer en 1829

## Habitat et répartition
Cette espèce était endémique de Cuba. Son habitat naturel était les forêts humides des basses terres, les broussailles xériques et les zones rocheuses. 

## Disparition
Certains scientifiques indiquent que cette espèce a peut-être survécu et coexisté avec des espèces introduites de l'Ancien Monde jusqu'à environ 1500, tandis que d'autres indiquent qu'elle s'est éteinte plus tôt dans l'Holocène. On ne connait pas encore pas les causes de sa disparition.